# 로토루아 공항
로토루아 공항(영어: Rotorua Regional Airport, IATA : ROT, ICAO : NZRO)은 뉴질랜드 북섬 로토루아에 있는 공항이다. 1963년에 1378m x 30m 활주로 규모로 소형 국적기들을 커버할 수 있도록 개항했으나 시내 외곽으로 이전 하면서 현재에 이르고 있다.

## 운항 노선

### 국내선
| 항공사                                        | 목적지                               |
| --------------------------------------------- | ------------------------------------ |
| 선에어                                        | 기즈본, 케리케리, 네이피어, 왕가레이 |
| 이스트베이 항공(화이트아이렌드 플라이트 운영) | 와카타네                             |
| 에어뉴질랜드                                  | 오클랜드, 웰링턴, 크라이스트처치     |

## 사진

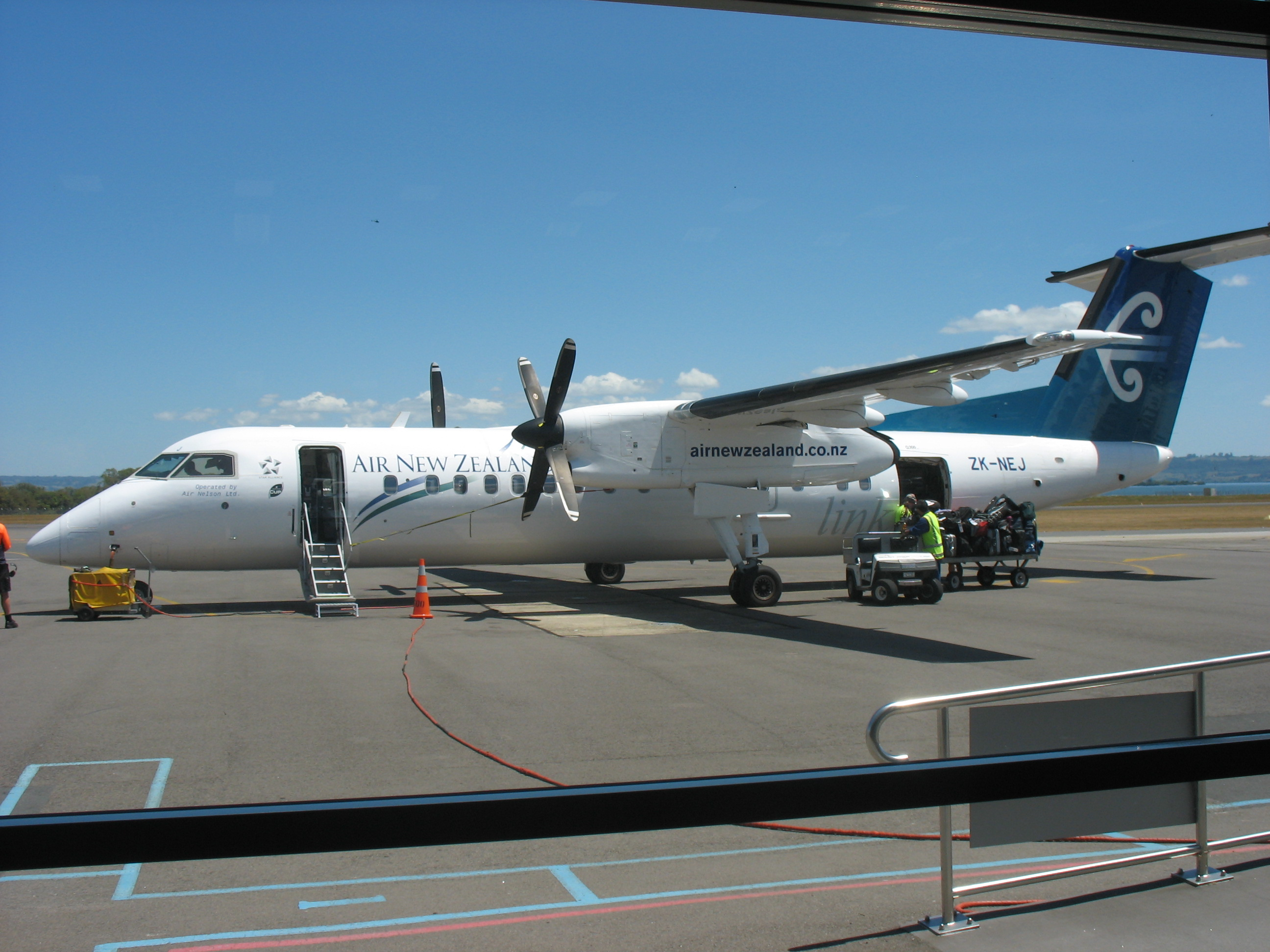
전 에어 넬슨 소속의 봄바디어 대쉬 Q 300 항공기

## 같이 보기
- 뉴질랜드의 항공사 목록